# Campeonato Europeo de Boxeo Aficionado de 2015
El XLI Campeonato Europeo de Boxeo Aficionado se celebró en Samokov (Bulgaria) entre el 7 y el 15 de agosto de 2015 bajo la organización de la Confederación Europea de Boxeo (EUBC) y la Federación Búlgara de Boxeo Aficionado.
Las competiciones se realizaron en el Arena Samokov de la ciudad búlgara.

## Medallistas
| Evento               | Oro                           | Plata                           | Bronce                                                  |
| -------------------- | ----------------------------- | ------------------------------- | ------------------------------------------------------- |
| Minimosca (49 kg)    | Vasili Yegorov · Rusia        | Harvey Horn Reino Unido         | Rüfət Hüseynov Azerbaiyán Tinko Banabakov Bulgaria      |
| Mosca (52 kg)        | Daniel Asenov Bulgaria        | Muhammad Ali Reino Unido        | José Kelvin de la Nieve · España Nándor Csóka · Hungría |
| Gallo (56 kg)        | Michael Conlan Irlanda        | Qais Ashfaq Reino Unido         | Aram Avaguian · Armenia Francesco Maietta · Italia      |
| Ligero (60 kg)       | Joseph Cordina Reino Unido    | Otar Eranosian Georgia          | Elian Dimitrov · Bulgaria Enrico Lacruz · Países Bajos  |
| Superligero (64 kg)  | Vitali Dunaitsev · Rusia      | Pat McCormack Reino Unido       | Dean Walsh · Irlanda Evaldas Petrauskas · Lituania      |
| Wélter (69 kg)       | Eimantas Stanionis · Lituania | Pavel Kastramin · Bielorrusia   | Youba Sissokho · España Clarence Goyeram · Suecia       |
| Medio (75 kg)        | Piotr Jamukov · Rusia         | Tomasz Jabłoński · Polonia      | Zaal Kvachatadze · Georgia Salvatore Cavallaro · Italia |
| Semipesado (81 kg)   | Joseph Ward Irlanda           | Peter Müllenberg · Países Bajos | Hrvoje Sep · Croacia Joshua Buatsi · Reino Unido        |
| Pesado (91 kg)       | Yevgueni Tishchenko · Rusia   | Igor Jakubowski · Polonia       | Tervel Pulev Bulgaria Nikolajs Grišuņins Letonia        |
| Superpesado (+91 kg) | Filip Hrgović · Croacia       | Florian Schulz · Alemania       | Petar Belberov · Bulgaria Mihai Nistor · Rumania        |

## Medallero
| Núm. | País         | Oro | Plata | Bronce | Total |
| ---- | ------------ | --- | ----- | ------ | ----- |
| 1    | Rusia        | 4   | 0     | 0      | 4     |
| 2    | Irlanda      | 2   | 0     | 1      | 3     |
| 3    | Reino Unido  | 1   | 4     | 1      | 6     |
| 4    | Bulgaria     | 1   | 0     | 4      | 5     |
| 5    | Croacia      | 1   | 0     | 1      | 2     |
| 5    | Lituania     | 1   | 0     | 1      | 2     |
| 7    | Polonia      | 0   | 2     | 0      | 2     |
| 8    | Georgia      | 0   | 1     | 1      | 2     |
| 8    | Países Bajos | 0   | 1     | 1      | 2     |
| 10   | Alemania     | 0   | 1     | 0      | 1     |
| 10   | Bielorrusia  | 0   | 1     | 0      | 1     |
| 12   | España       | 0   | 0     | 2      | 2     |
| 12   | Italia       | 0   | 0     | 2      | 2     |
| 14   | Armenia      | 0   | 0     | 1      | 1     |
| 14   | Azerbaiyán   | 0   | 0     | 1      | 1     |
| 14   | Hungría      | 0   | 0     | 1      | 1     |
| 14   | Letonia      | 0   | 0     | 1      | 1     |
| 14   | Rumania      | 0   | 0     | 1      | 1     |
| 14   | Suecia       | 0   | 0     | 1      | 1     |
|      | TOTAL        | 10  | 10    | 20     | 40    |